# Адегој
Адегој (рус. Адегой, адиг. Адыгэкъуэ) малена је река на југу европског дела Руске Федерације. Протиче преко територија Геленџичког округа и Абинског рејона на југозападу Краснодарске покрајине. Део је басена реке Кубањ и Азовског мора. Лева је и највећа притока реке Абин.
Дужина тока је 20 km, површина сливног подручја 122 km², а просечан пад корита 24,25 м/км тока.
Свој ток започиње из маленог извора на североисточним обронцима кавкаског масива Маркотх, на надморској висини од 550 метара, на неких десетак километара источно од града Новоросијска.